# Бруски (Тульская область)
Бруски — упразднённая в 2013 году деревня в Чернском районе Тульской области России.
В рамках административно-территориального устройства входил в состав Архангельской сельской администрации Чернского района, в рамках организации местного самоуправления входила в сельское поселение Липицкое.

## География
Расположена примерно в 102 километрах к юго-западу от областного центра и в 19 километрах к юго-востоку от районного центра, пгт Чернь.

### Климат
Климат характеризуется как умеренно континентальный, с умеренно холодной снежной зимой и тёплым летом. Среднегодовая многолетняя температура воздуха составляет +3,8 °С. Средняя температура воздуха самого холодного месяца (января) — −10,5 °C (абсолютный минимум — −42  °C), средняя температура самого тёплого (июля) — +18,1 °С (абсолютный максимум — +37  °С). Безморозный период длится около 146 дней. Продолжительность периода активной вегетации растений (со среднесуточной температурой воздуха выше 10 °C) составляет 137 дней. Среднегодовое количество атмосферных осадков составляет 806 мм, из которых большая часть (454 мм) выпадает в тёплый период. Снежный покров держится в течение примерно 139 дней. Среднегодовая скорость ветра составляет 4,5 м/с.

## История
В 2013 году упразднена и присоединена к селу Архангельское.

## Население
| 2010 |
| ---- |
| 0    |